# Пикша (Марий Эл)
 Пикша  — деревня в Сернурском районе Республики Марий Эл. Входит в состав Кукнурского сельского поселения.

## География
Находится в северо-восточной части республики Марий Эл на расстоянии приблизительно 33 км на север от районного центра посёлка Сернур.

## История
Основана русскими крестьянами в конце XIX века. В 1925 году в 6 дворах проживали 35 человек, в основном русские (24 человека). В 1952—1960 годах в 11 домах проживали 56 человек. В 1975 году в 8 домах проживали 26 человек, в 1986 году в 2 домах — 5 человек. В советское время работали колхозы «Пробуждение» и «Ленин корно».

## Население
Население составляло 2 человека (русские 100 %) в 2002 году, 2 в 2010.